# Andreas Kuen
Andreas Kuen (* 24. März 1995 in Zams) ist ein österreichischer Fußballspieler auf der Position eines Mittelfeldspielers.

## Karriere

### Verein
Kuen begann seine Karriere beim SV Längenfeld in Tirol. Nach zehn Jahren in deren Jugendabteilung wechselte er 2011 zu den Amateuren des Bundesligisten FC Wacker Innsbruck, wo er bereits in der ersten Saison auf 18 Einsätze und zwei Tore kam. Anfang der Saison 2012/13 wurde er von Trainer Walter Kogler in die erste Mannschaft geholt, wo er am 21. Juli 2012 sein Bundesligadebüt gegen den SK Rapid Wien gab. Der Mittelfeldspieler wurde in der 81. Minute für Christopher Wernitznig eingewechselt. Das Spiel im Gerhard-Hanappi-Stadion wurde 0:4 verloren.
Am 4. Juni 2014 wurde der Wechsel von Andreas Kuen zu Rapid Wien bekanntgegeben.
Im August 2016 wurde er an den Zweitligisten Floridsdorfer AC verliehen. Im Jänner 2017 wurde er zu Rapid zurückbeordert.
Zur Saison 2018/19 wechselte er zum Ligakonkurrenten SV Mattersburg. Für die Burgenländer kam er in zwei Spielzeiten zu 38 Bundesligaeinsätzen. Der Verein stellte nach der Saison 2019/20 den Spielbetrieb ein. Daraufhin schloss er sich zur Saison 2020/21 dem SK Sturm Graz an, bei dem er einen bis Juni 2022 laufenden Vertrag erhielt. Nach seinem Vertragsende bei Sturm verließ er den Klub nach der Saison 2021/22 nach insgesamt 60 Bundesligaeinsätzen für die Grazer.
Danach wechselte er zur Saison 2022/23 nach Griechenland zu Atromitos Athen. für Atromitos absolvierte er insgesamt 46 Partien in der Super League. Nach der Saison 2023/24 verließ er Athen. Im August 2024 wechselte er anschließend nach Australien zum Melbourne City FC.

### Nationalmannschaft
International spielt Kuen bisher für die U-17 und U-18 Österreichs.